# Awanui (fleuve)
L'Awanui (anglais : Awanui River) est un fleuve de l’extrême nord de l’Ile du Nord de la Nouvelle-Zélande, du District du Far North, en région du Northland, toute proche du point, où la Péninsule d'Aupouri (en) rejoint le reste de la Péninsule de Northland.

## Géographie
La rivière Awanui s’écoule d’abord vers l’ouest puis vers le nord, sur une longueur totale de 30 km, avant de se déverser dans la baie de Rangaunu (en). 
La ville de Kaitaia est située le long de ses berges.

## Aménagements et écologie
Elle fut draguée de façon intensive pour permettre la navigation et ce jusqu’en 1960, avec un port de rivière très actif au niveau de la ville d’Awanui  pour l’exportation du beurre par des gabares côtières vers Auckland, puis pour le transfert  vers le Royaume-Uni. 
En amont de Awanui, elle fut aussi draguée et dans certains endroits et canalisée pour en contrôler les inondations. Des cargos réguliers assuraient le transbordement et en particulier le « Coronation » , le « Tiri » et le  « Kapuni ». À cause de la faible profondeur, ces gabares devaient souvent être assistées au niveau  des coudes de la rivière par le remorqueur « Ann », piloté par le quartier-maître Thomas George (Tom) Walker et plus tard par son fils  Thomas Frederick (Larry) Walker. Cette famille faisait aussi fonctionner la station de radio de la marine «ZLNF Awanui Radio», située au niveau du village d’Unahi près de l’embouchure de la  rivière.